# Bộ Lộc vừng
Bộ Lộc vừng (danh pháp khoa học: Lecythidales) là danh pháp thực vật ở cấp bộ. Tên gọi này được sử dụng trong hệ thống Cronquist cho một bộ thuộc phân lớp Sổ (Dilleniidae). Bộ này chỉ bao gồm một họ duy nhất là họ Lộc vừng (Lecythidaceae). Họ này hiện nay (trong hệ thống APG II) được đặt trong bộ Thạch nam (hay bộ Đỗ quyên) (Ericales). Lưu ý là chi Lecythis có lẽ không có mặt tại Việt Nam, nên người ta gọi tên bộ này theo chi có chứa cây lộc vừng hoa chùm (Barringtonia racemosa) là chi Barringtonia.